# Jenisejische talen

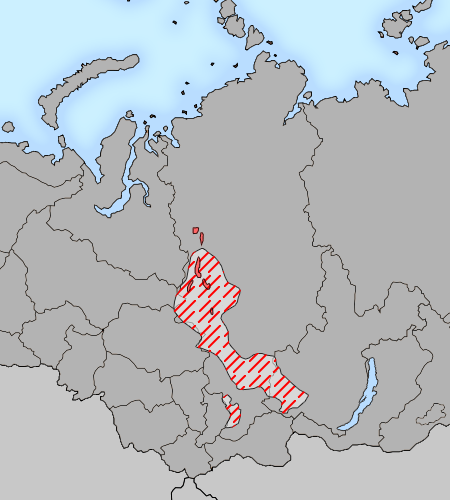
De verspreiding van de Jenisejische talen in de 17e (gearceerd) en eind 20e eeuw (rood)

De Jenisejische talen, of verouderd Jenisejisch-Ostjaakse talen, vormen een taalfamilie van zes talen uit Siberië. De enige overlevende Jenisejische taal is het Ket, de overige talen zijn uitgestorven. De taalfamilie dankt haar naam in de rivier de Jenisej, in het bekken waarvan de talen gesproken worden. De Jeniseijische talen vormen naar alle waarschijnlijkheid samen met de Na-Denétalen van het westen van Noord-Amerika de Dené-Jenisejische talen.
De talen worden of werden gesproken door de Jenisejische volkeren.

## Geschiedenis
De Jenisejische talen stammen af van het Proto-Jenisejisch dat rond 500 voor Christus werd gesproken. De Jenisejische talen zijn voor het eerst gedocumenteerd door Russische reizigers in de 17e eeuw, waardoor over de oude geschiedenis van de taalfamilie niet veel duidelijk is. Wel wordt verondersteld dat er zich onder de Xiongnu en de Hunnen sprekers van Jenisejische talen bevonden hebben.

## Kenmerken
De Jenisejische talen zijn ergatief. Verder kennen zij naamvallen en klinkerharmonie, elementen die zijn waarschijnlijk overgenomen van naburige, niet verwante talen als het Chakassisch en het Evenks.
Enkele van de Jenisejische talen zijn toontalen.

## Indeling

### Verwantschappen met andere taalfamilies
Over de verwantschappen met andere taalfamilies is vaak gespeculeerd. In de 19e eeuw vermoedden taalkundigen verbanden met Sino-Tibetaanse talen maar de gelijkenissen tussen Jenisejisch en Sino-Tibetaans worden vandaag de dag eerder aan uitlening toegeschreven. Nog verder ging Sergej Starostin die Jenisejisch en Sino-Tibetaans samen met onder andere de Na-Denétalen, het Baskisch en de Noord-Kaukasische talen onderbracht in de Dené-Kaukasische talen, een hypothese die niet veel aanhang geniet. George van Driem heeft de Jenisejische talen samen met het Burushaski gegroepeerd in de Karasoektalen. In 2008 stelde Edward Vajda de Dené-Jenisejische familie voor waarin de Jenisejische talen met de Na-Dené-talen gegroepeerd worden. Dit voorstel is positief onthaald door kenners van zowel het Jenisejisch als het Na-Dené. Het lijkt er op dat de Dené-Jenisejische taalfamilie de eerste geaccepteerde taalfamilie is die zowel Indiaans-Amerikaanse talen als talen van de Oude Wereld omvat.

### Stamboom
- Proto-Jenisejisch (500 v. Chr, uitgeengevallen rond het begin van de jaartelling)
  - Noordelijk Jenisejisch (uiteengevallen rond 700)
    - Ket (550)
    - Joeg † (handvol sprekers in 1991)

  - Zuidelijk Jenisejisch
    - Kott-Assan (uiteengevallen rond 1200)
      - Kott † (uitgestorven in de 19e eeuw)
      - Assan † (uitgestorven in de 18e eeuw)

    - Arin-Poempokol (uiteengevallen rond 550)
      - Arin † (uitgestorven in de 18e eeuw)
      - Poempokol † (uitgestorven in de 18e eeuw)